# Roman Brandstaetter
Roman Brandstaetter (Tarnów, 3 gennaio 1906 – Poznań, 28 settembre 1987) è stato uno scrittore polacco  di origini ebraiche.
Nel 1940 si trasferì in Palestina, maturando ivi la decisione di convertirsi al cattolicesimo; viaggiò quindi in Italia e tornò in Polonia nel 1948.
La sua opera più importante è la tetralogia Gesù di Nazareth, romanzo storico.
Nel 1987 vinse il Premio Herder.